# Sasa samaniana
Sasa samaniana är en gräsart som beskrevs av Kingo Miyabe och Yoshun Kudo. Sasa samaniana ingår i släktet sasabambu, och familjen gräs. Inga underarter finns listade i Catalogue of Life.